# Сава Стратилат
Сава Стратилат (помер у 272 році, р. Тибр, Рим) — ранній християнський священномученик 3-го століття. Мученик Сава походив з готського племені. Завдяки своїй хоробрості він досяг високого чину воєводи-стратилата і служив при імператорі Авреліані (270-275). З юності Сава був християнином і ревно дотримувався заповідей Христа, допомагав бідним, відвідував у темницях ув’язнених християн. Отримав від Бога дар творити чудеса, іменем Христа зцілював недужих, виганяв бісів. Коли імператор дізнався, що його воєначальник – християнин, вимагав від нього зректися Христа. Мученик скинув із себе воїнський пояс і сказав, що ніколи не відречеться від своєї віри. Після різноманітних катувань, які святий Сава мужньо переніс, його 272 року втопили в ріці Тибр. Бачачи його муки, в Христа повірили 70 воїнів, яких одразу ж стратили.
- 7 травня – мученика Сави Стратилата